# Blond (Haute-Vienne)

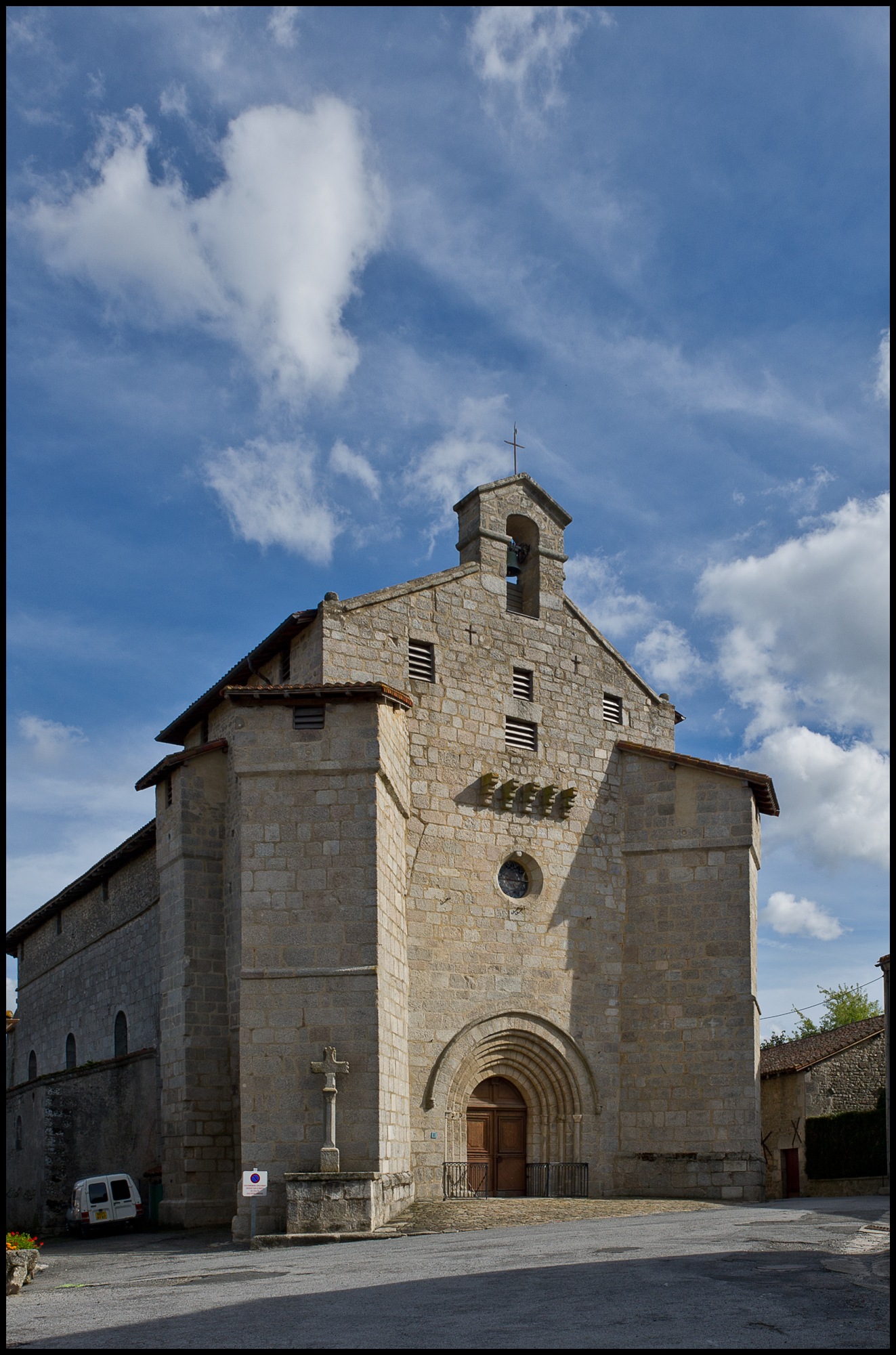
Kościół św. Marcina (2012)

Blond – miejscowość i gmina we Francji, w regionie Nowa Akwitania, w departamencie Haute-Vienne.
Według danych na rok 1990 gminę zamieszkiwało 681 osób, a gęstość zaludnienia wynosiła 11 osób/km² (wśród 747 gmin Limousin Blond plasuje się na 192. miejscu pod względem liczby ludności, natomiast pod względem powierzchni na miejscu 15.).

## Populacja

Populacja Blond w latach 1962–2008